# 1948年サンモリッツオリンピックのフィンランド選手団
1948年サンモリッツオリンピックのフィンランド選手団（1948ねんサンモリッツオリンピックのフィンランドせんしゅだん）は、1948年1月30日から2月8日までスイスのサンモリッツで開催された1948年サンモリッツオリンピックのフィンランド選手団、およびその競技結果。

## 概要
今大会は金メダル1個、銀メダル3個、銅メダル2個の合計6個のメダルを獲得した。

## メダル
| メダル | 選手名                                                                                | 競技                   | 種目             |
| ------ | ------------------------------------------------------------------------------------- | ---------------------- | ---------------- |
| 金     | ヘイッキ・ハス                                                                        | ノルディック複合       | 男子個人         |
| 銀     | ラウリ・シルヴェノイネン テウヴォ・ラウッカネン サウリ・リュトキュ アウグスト・キウル | クロスカントリースキー | 男子4×10kmリレー |
| 銀     | マルッティ・フータラ                                                                  | ノルディック複合       | 男子個人         |
| 銀     | ラウリ・パルキネン                                                                    | スピードスケート       | 男子10000m       |
| 銅     | ベニアム・ヴァンニネン                                                                | クロスカントリースキー | 男子50km         |
| 銅     | ペンティ・ラミオ                                                                      | スピードスケート       | 男子10000m       |